# 塞萨奥伦卡
塞萨奥伦卡（義大利語：Sessa Aurunca），是意大利卡塞塔省的一个市镇。总面积163平方公里，人口22631人，人口密度138.8人/平方公里（2009年）。ISTAT代码为061088。
- 塞萨奥伦卡主教座堂